# Cotidianul
Cotidianul – rumuński dziennik wydawany w Bukareszcie. Został założony w 1991 roku.
Od 23 grudnia 2009 r. był dostępny wyłącznie w wydaniu internetowym. W listopadzie 2016 r. wznowiono wersję drukowaną.